# كارين فيليب
كارين فيليب (بالإنجليزية: Karen Philipp)‏ هي مغنية وممثلة أمريكية، ولدت في 7 سبتمبر 1945 في سالينا في الولايات المتحدة.

## وصلات خارجية
- كارين فيليب على موقع IMDb (الإنجليزية)
- كارين فيليب على موقع إن إن دي بي (الإنجليزية)
- كارين فيليب على موقع قاعدة بيانات الفيلم (الإنجليزية)